# Trichorhina mulaiki
Trichorhina mulaiki is een pissebed uit de familie Platyarthridae. De wetenschappelijke naam van de soort is voor het eerst geldig gepubliceerd in 2003 door Helmut Schmalfuss.